# NK Radnički Bugojno
NK Radnički je bivši bosanskohercegovački nogometni klub iz Bugojna.

## Povijest
Radnički je osnovan 1953. godine. Tijekom 1950-ih je šest sezona igrao u Zeničkoj zonskoj ligi gdje su mu najveći rivali bili Sloga iz Uskoplja i Radnik iz Donjeg Vakufa.
Klub je financijski pomagalo poduzeće Slavko Rodić, ali je ipak odlučeno da se Radnički 1959. godine fuzionira s Iskrom. Novi klub je kratko nosio naziv Bugojno.